# Morphotaxon
Ein Morphotaxon war bis 2011 gemäß dem Internationalen Code der Botanischen Nomenklatur ein fossiles Taxon, das nur aus einem Teil eines Lebewesens, einem Organ, einem Lebensstadium oder einem bestimmten Erhaltungszustand besteht. Das Morphotaxon wurde wie andere Taxa durch den nomenklatorischen Typus definiert und bezog sich nur auf das Organ usw., das vom Typus dargestellt wird. Bestand der Typus aus mehr als einem Teil, handelte es sich nicht um ein Morphotaxon.
Konnten zu einem späteren Zeitpunkt verschiedene Morphotaxa zu einem Gesamtorganismus rekonstruiert werden, erhielt diese Art gemäß der Prioritätsregel den Namen des ältesten beschriebenen Morphotaxons. In der Praxis setzte sich jedoch häufig der Name eines prominenten Organs (Stamm, Samen) durch. Auch blieben häufig die Namen der einzelnen Morphotaxa erhalten.
Durch den 2011 in Australien beschlossenen Melbourne Code wurde das Konzept wieder aus dem Nomenklaturcode entfernt.

## Belege
- J. McNeill et al.: International Code of Botanical Nomenclature (Vienna Code). Regnum Vegetabile, 146. Koeltz Scientific Books, Königstein 2006. ISBN 3-906166-48-1 Online-Version (englisch); Artikel 1.2 und 11.7
- Gerhard Wagenitz: Wörterbuch der Botanik. Die Termini in ihrem historischen Zusammenhang. 2., erweiterte Auflage. Spektrum Akademischer Verlag, Heidelberg/Berlin 2003, ISBN 3-8274-1398-2.

## Nachweise
1. ↑  James S. Miller, Vicki A. Funk, Warren L. Wagner, Fred Barrie, Peter C. Hoch, Patrick Herendeen: Outcomes of the 2011 Botanical Nomenclature Section at the XVIII International Botanical Congress. In: PhytoKeys. Nr. 5, 2001, S. 1–3., doi:10.3897/phytokeys.5.1850.